# يان فيليب كالا
يان فيليب كالا (بالألمانية: Jan-Philipp Kalla)‏ (6 أغسطس 1986 بهامبورغ في ألمانيا - ) هو لاعب كرة قدم ألماني في مركز الدفاع. لعب مع نادي سانت باولي ونادي هامبورغ.

## وصلات خارجية
- يان فيليب كالا على موقع قاعدة بيانات كرة القدم.إي يو (الإنجليزية)
- يان فيليب كالا على موقع بيانات كرة القدم. دي إي (الألمانية)
- يان فيليب كالا على موقع عالم كرة القدم.نت (الإنجليزية)